# Habib Achour

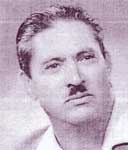
Habib Achour

Habib Achour (arabisch الحبيب عاشور, DMG al-Ḥabīb ʿĀšūr; * 25. Februar 1913 in El Abbassia (Kerkenna-Inseln); † 14. März 1999 ebenda) war ein tunesischer Gewerkschafter.
Als Vizepräsident des Internationalen Bundes Freier Gewerkschaften war er ab 1934 einer der ersten Mitstreiter von Habib Bourguiba, der das Land 1956 zur Unabhängigkeit führte. Im Jahre 1946 gehörte Achour zu den Mitbegründern der Union Générale Tunisienne du Travail (UGTT). Er wurde mehrmals verhaftet und eingekerkert, sowohl vor der Unabhängigkeit als auch danach, als er sich den Machtansprüchen von Habib Bourguiba widersetzte. Er war drei Mal Vorsitzender der UGTT: von 1963 bis 1965, dann von 1970 bis 1978 sowie von 1984 bis 1989.